# Pristidactylus volcanensis
Pristidactylus volcanensis är en ödleart som beskrevs av  Lamborot och DIAZ 1987. Pristidactylus volcanensis ingår i släktet Pristidactylus och familjen Polychrotidae. Inga underarter finns listade i Catalogue of Life.